# Bryant Park
Pour les articles homonymes, voir Bryant.
Le Bryant Park, d'une surface de 3,9 hectares, se trouve au cœur de l'arrondissement de Manhattan, dans le quartier de Midtown, le plus important quartier d'affaires de la ville de New York, aux États-Unis. Il s'agit d'un jardin à la française entouré de gratte-ciel. Sur le côté sud-est du parc se trouve la New York Public Library.

## Description

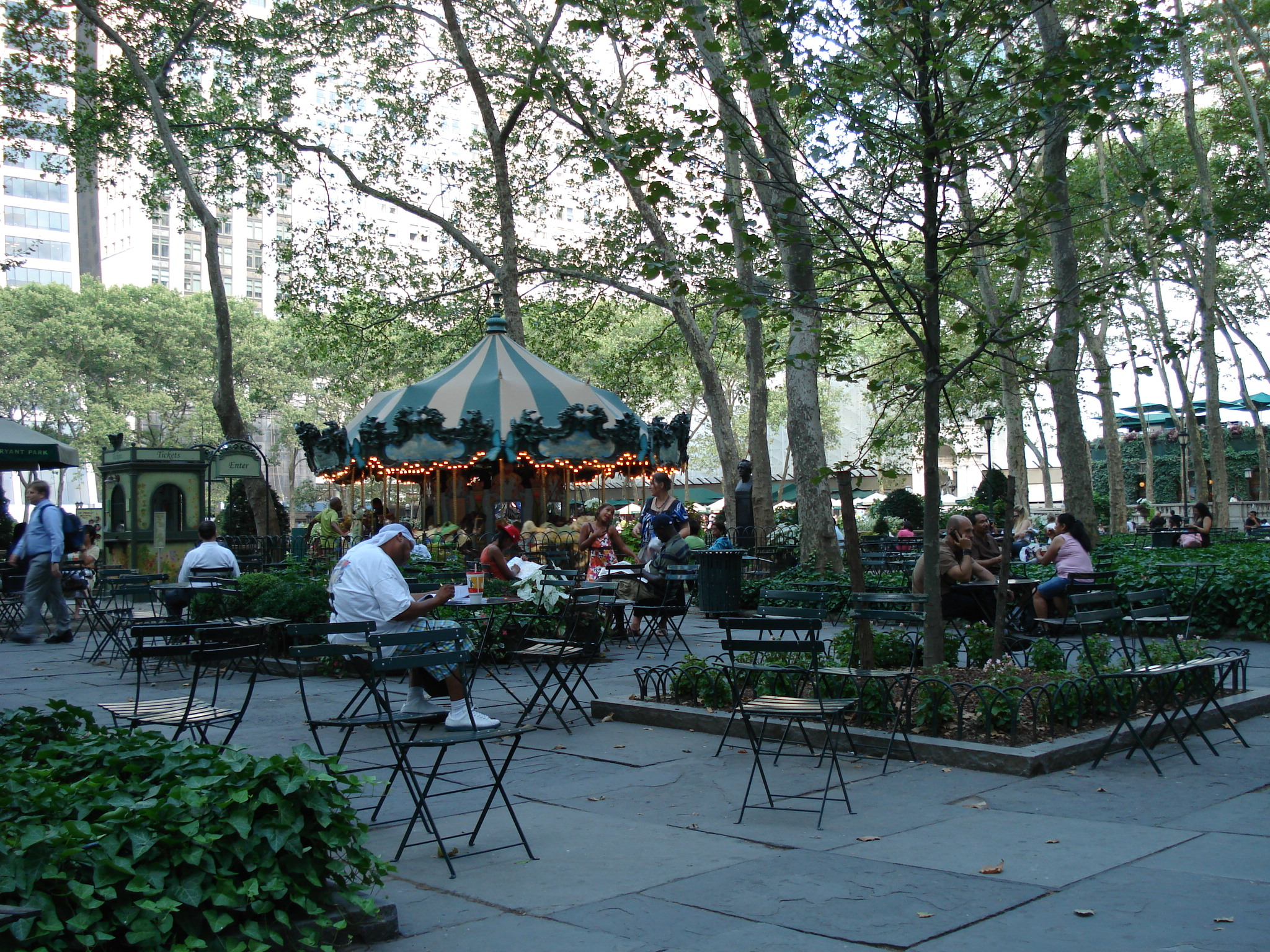
Carrousel de Bryant Park.

Le Bryant Park est de forme rectangulaire. Il occupe l'espace situé entre la 40e et la 42e rue, et entre la Cinquième et la Sixième Avenue. Il est entouré de hauts immeubles, parmi lesquels l'American Radiator Building et la nouvelle Bank of America Tower. 
Il a été surnommé le « petit Luxembourg » à cause de ses chaises, ses tables (Fermob) et son carrousel rappelant le jardin du Luxembourg à Paris.

## Histoire
Un parc a ouvert en 1843 sous le nom de Reservoir Park, en référence au réservoir Croton (en) qui se trouvait là. 
En 1853, pour la première exposition universelle américaine, on y érigea un Crystal Palace inspiré de celui de Londres, qui fut détruit par un incendie cinq ans plus tard. 
En 1878, une ligne de métro aérien, la IRT Sixth Avenue Line, fut construite sur le parc, elle y resta soixante ans. 
Le parc prit son nom en 1884 en hommage au poète et journaliste William Cullen Bryant. 
Dans les années 1899, le réservoir Croton fut démoli et remplacé par la bibliothèque publique de New York. 
En 1912 fut construite la Josephine Shaw Lowell Memorial Fountain, conçue par Charles Adams Platt. C'était le premier mémorial public de la ville de New York consacré à une femme. Dans les années 1930, le jardin fut redessiné sous la direction de Robert Moses. 
Il était un repaire de dealers quand la ville, en 1989, décida de le rénover. Le nouveau Bryant Park fut rouvert en 1992 et connut un succès instantané. Le parc devint un lieu de détente et de repos pour les New-Yorkais.
En 2002, le Bryant Park est devenu le premier wireless park de la ville de New York, permettant l'accès libre à Internet par Wi-Fi. Début avril 2006 eut lieu la réouverture des toilettes publiques du Bryant Park (bâtiment classé de plus de 95 ans), après des travaux ayant duré deux mois pour un montant de 200 000 $.

## Événements
Les événements au Bryant Park :
- au mois de juin : le Bryant Park Film Festival ;
- la deuxième semaine de septembre : The Fashion Week (présentation des collections de mode) ;
- fin octobre : une partie du Bryant Park devient une patinoire ;
- à Noël : lieu de l'un des marchés de Noël de New York.
- à la Saint Patrick : concours ouvert de buveurs de bière.

## Galerie

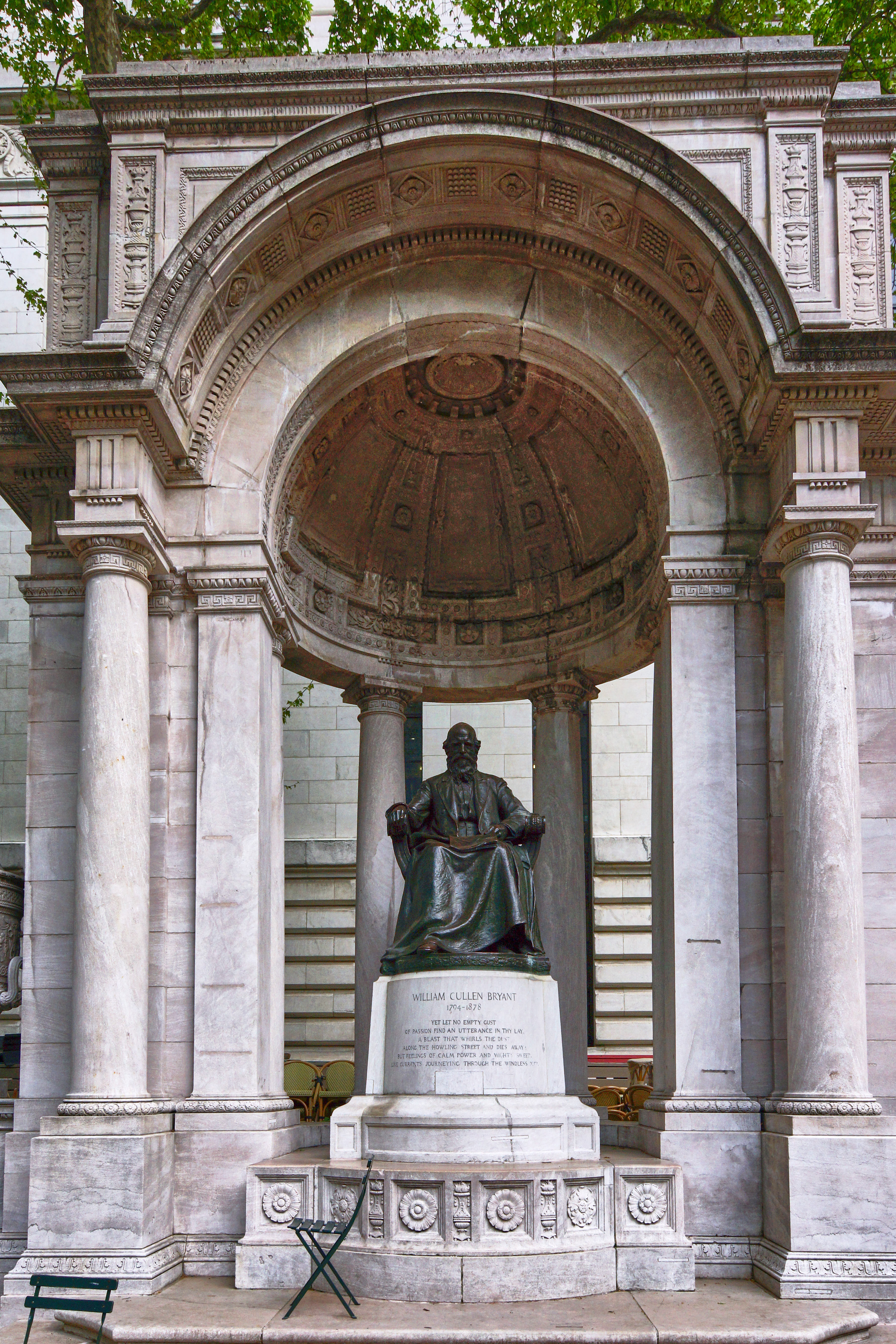
Statue de William Cullen Bryant dans le parc.
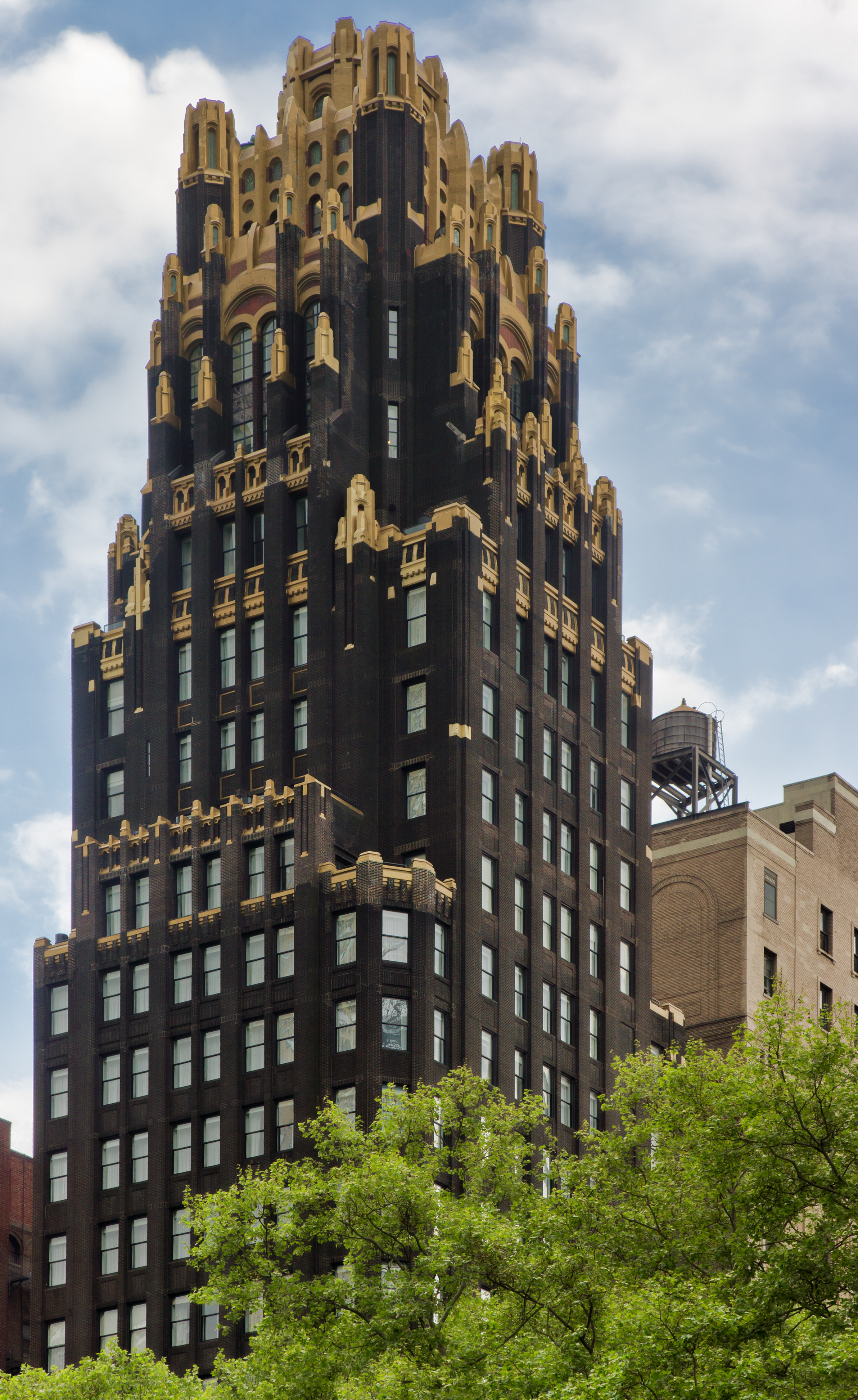
L'American Radiator Building vu du parc.